# Classement du championnat du monde des pilotes de Formule 1 de 2020 à 2029
Liste, par année, des pilotes de Formule 1 classés parmi les dix premiers du championnat du monde.

## 2020
| Classement | Pilotes          | Pays        | Écuries               | Points inscrits |
| ---------- | ---------------- | ----------- | --------------------- | --------------- |
| 1er        | Lewis Hamilton   | Royaume-Uni | Mercedes              | 347             |
| 2e         | Valtteri Bottas  | Finlande    | Mercedes              | 223             |
| 3e         | Max Verstappen   | Pays-Bas    | Red Bull-Honda        | 214             |
| 4e         | Sergio Pérez     | Mexique     | Racing Point-Mercedes | 125             |
| 5e         | Daniel Ricciardo | Australie   | Renault               | 119             |
| 6e         | Carlos Sainz Jr. | Espagne     | McLaren-Renault       | 105             |
| 7e         | Alexander Albon  | Thaïlande   | Red Bull-Honda        | 105             |
| 8e         | Charles Leclerc  | Monaco      | Ferrari               | 98              |
| 9e         | Lando Norris     | Royaume-Uni | McLaren-Renault       | 97              |
| 10e        | Pierre Gasly     | France      | AlphaTauri-Honda      | 75              |

## 2021
| Classement | Pilotes          | Pays        | Écuries          | Points inscrits |
| ---------- | ---------------- | ----------- | ---------------- | --------------- |
| 1er        | Max Verstappen   | Pays-Bas    | Red Bull-Honda   | 395,5           |
| 2e         | Lewis Hamilton   | Royaume-Uni | Mercedes         | 387,5           |
| 3e         | Valtteri Bottas  | Finlande    | Mercedes         | 226             |
| 4e         | Sergio Pérez     | Mexique     | Red Bull-Honda   | 190             |
| 5e         | Carlos Sainz Jr. | Espagne     | Ferrari          | 164,5           |
| 6e         | Lando Norris     | Royaume-Uni | McLaren-Mercedes | 160             |
| 7e         | Charles Leclerc  | Monaco      | Ferrari          | 159             |
| 8e         | Daniel Ricciardo | Australie   | McLaren-Mercedes | 115             |
| 9e         | Pierre Gasly     | France      | AlphaTauri-Honda | 110             |
| 10e        | Fernando Alonso  | Espagne     | Alpine-Renault   | 81              |

## 2022
| Classement | Pilotes          | Pays            | Écuries            | Points inscrits |
| ---------- | ---------------- | --------------- | ------------------ | --------------- |
| 1er        | Max Verstappen   | Pays-Bas        | Red Bull           | 454             |
| 2e         | Charles Leclerc  | Monaco          | Ferrari            | 308             |
| 3e         | Sergio Pérez     | Mexique         | Red Bull           | 305             |
| 4e         | George Russell   | Grande-Bretagne | Mercedes           | 275             |
| 5e         | Carlos Sainz Jr. | Espagne         | Ferrari            | 246             |
| 6e         | Lewis Hamilton   | Royaume-Uni     | Mercedes           | 240             |
| 7e         | Lando Norris     | Grande-Bretagne | McLaren-Mercedes   | 122             |
| 8e         | Esteban Ocon     | France          | Alpine-Renault     | 92              |
| 9e         | Fernando Alonso  | Espagne         | Alpine-Renault     | 81              |
| 10e        | Valtteri Bottas  | Finlande        | Alfa Romeo-Ferrari | 49              |

## 2023
| Classement | Pilotes          | Pays            | Écuries          | Points inscrits |
| ---------- | ---------------- | --------------- | ---------------- | --------------- |
| 1er        | Max Verstappen   | Pays-Bas        | Red Bull         | 575             |
| 2e         | Sergio Pérez     | Mexique         | Red Bull         | 285             |
| 3e         | Lewis Hamilton   | Grande-Bretagne | Mercedes         | 234             |
| 4e         | Fernando Alonso  | Espagne         | Aston Martin     | 206             |
| 5e         | Charles Leclerc  | Monaco          | Ferrari          | 206             |
| 6e         | Lando Norris     | Grande-Bretagne | McLaren-Mercedes | 205             |
| 7e         | Carlos Sainz Jr. | Espagne         | Ferrari          | 200             |
| 8e         | George Russell   | Grande-Bretagne | Mercedes         | 175             |
| 9e         | Oscar Piastri    | Australie       | McLaren-Mercedes | 97              |
| 10e        | Lance Stroll     | Canada          | Aston Martin     | 74              |

## 2024
| Classement | Pilotes          | Pays            | Écuries                    | Points inscrits |
| ---------- | ---------------- | --------------- | -------------------------- | --------------- |
| 1er        | Max Verstappen   | Pays-Bas        | Red Bull Racing Honda RBPT | 437             |
| 2e         | Lando Norris     | Grande-Bretagne | McLaren-Mercedes           | 374             |
| 3e         | Charles Leclerc  | Monaco          | Ferrari                    | 356             |
| 4e         | Oscar Piastri    | Australie       | McLaren-Mercedes           | 292             |
| 5e         | Carlos Sainz Jr. | Espagne         | Ferrari                    | 290             |
| 6e         | George Russell   | Grande-Bretagne | Mercedes                   | 245             |
| 7e         | Lewis Hamilton   | Grande-Bretagne | Mercedes                   | 223             |
| 8e         | Sergio Pérez     | Mexique         | Red Bull Racing Honda RBPT | 152             |
| 9e         | Fernando Alonso  | Espagne         | Aston Martin               | 70              |
| 10e        | Pierre Gasly     | France          | Alpine-Renault             | 42              |